# Jezídové
Jezídové (také Jazídové, kurdsky ئێزیدی, Êzidî) jsou etnicko-náboženská komunita, jejímiž příslušníky jsou především Kurdové ze severního Iráku. Často jsou považováni za tajnou islámskou sektu, ale ve skutečnosti se v jezídismu mísí řada prvků hinduismu, mazdaismu (zoroastrismus), manicheismu, šamanismu, judaismu, křesťanství (nestorianismu – např. lámání chleba, křest) a již zmíněného islámu (především súfismu – např. obřízka, pouť, oběť, půst). Jezídové věří v Boha jakožto stvořitele světa a v sedm andělů, z nichž nejvýznamnější je Melek Táús (Anděl Páv).

## Historie

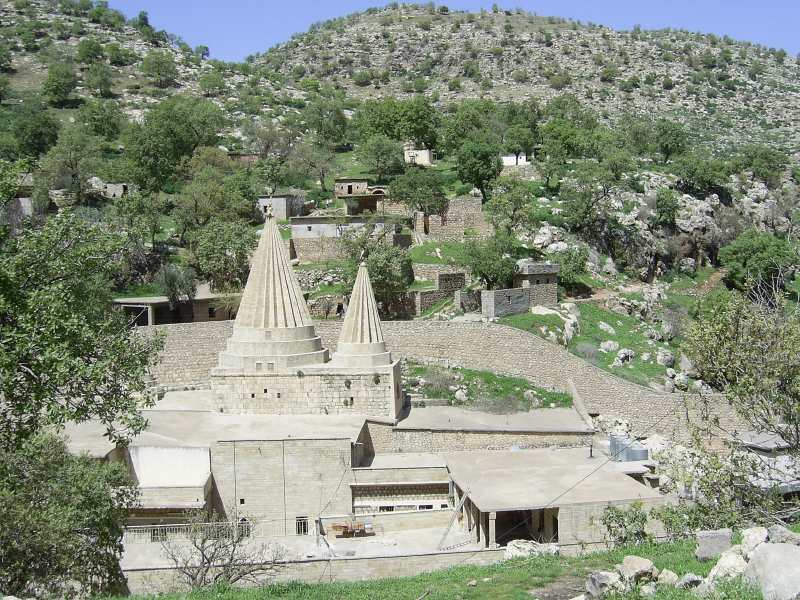
Hrob šejcha Adího v Láliši

Jezídové pocházejí původně z Íránu, z východního indického sousedství převzali určité prvky hinduismu. Časem se pomalu přesouvali na západ a po cestě přebírali prvky ostatních náboženství, se kterými se setkali, a to zejména perského zoroastrismu. Prvky islámu byly integrovány až za nejvýznamnějšího náboženského učitele a islámského mystika Adího ibn Musáfira (šejch Adí; † 1162), který byl pohřben nedaleko Mosulu v Láliši (Irák) a dodnes je jeho hrob nejuctívanější jezídské poutní místo a svatyně.
Podle historických pramenů[zdroj?] tvořili Jezídové 2000 let př. n. l. významnou složku Sumérů, Babyloňanů, Asyřanů a Židů (z této doby je pravděpodobné převzetí prvků judaismu). Jezídové o sobě tvrdí, že jsou nejstarším náboženstvím na světě a dokládají to historickým náboženským kalendářem, který by měl být o tisícovky let starší než kalendář křesťanský, gregoriánský, židovský a islámský.

## Název

Oficiální vlajka Jezídů

Už v době, kdy příslušníci jezídismu žili na území Indie, byli známi jako Jezídové. Pojmenování vychází ze slov „ez Xwede dam“ znamenajících „bylo stvořeno bohem“ neboli, jak se domnívají někteří Jezídové, „následovníci cesty pravdy“. Název je také velice blízko perským slovům Yazdan, „Bůh“, a Yazata, „božský“ nebo „andělský“. Jiní učenci však tvrdí, že název byl odvozen až od muslimského chalífy z Umajjovské dynastie Jazída ibn Mu'áviji (uznávaného zakladatele Yezid ibn Unasa člena islámské sekty Harigite). Podle Jezídů se tento muslimský vládce (680-683) rozčílil nad islámskou vírou a konvertoval k jezídismu. Známý je také svým vojenským útokem na Husajna, syna Alího ibn Abí Táliba. U města Karbalá v Iráku proběhla klíčová bitva, ve které Husajn padl. Pro šíity se Jazíd stal symbolem zla a později toho využíval i Ájatolláh Chomejní při svých pokusech svrhnout Rezá Šáha Pahlavího (Íránská islámská revoluce v roce 1979).
Jiní zase tvrdí, že jezídové sami sebe takto nepříliš rádi oslovují a dávají přednost označení „Dasin“. Toto označení by mělo být původnější na rozdíl od perského „ízed´“.

## Organizace

Jezídští muži ve vesnici Lališ v iráckém Kurdistánu v roce 2017

Jezídské komunity, podobně jako kurdské, tvoří kmeny v čele s kmenovými vůdci. Jezídové nepovolují sňatky s osobami jiného náboženství, protože jezídové pocházejí z Adama na rozdíl od zbytku lidstva, který pochází z Evy.
Běžná je monogamie, až na kmenového vůdce, který může mít manželek několik. Rozvést se je prakticky nemožné, protože jediným důvodem může být cizoložství a to musí být ještě doloženo třemi svědectvími. Ale pokud manžel zůstane v zahraničí, pryč od své rodiny déle než rok, je automaticky rozveden a navíc ztrácí právo se znovu oženit s jezídkou.

## Pronásledování jezídů

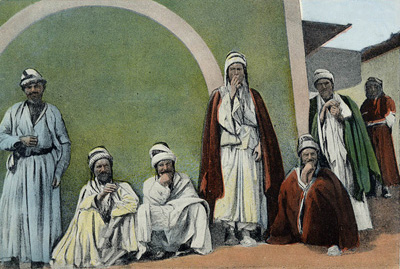
Jezídští muži v tureckém Mardinu koncem 19. století

Ačkoli se víra jezídů skládá z mnoha prvků ostatních náboženství, jsou často utlačováni a pronásledováni. Stovky let byli jezídové napadáni především muslimy, kteří prohlásili, že základní principy jezídismu (zejména Táús Melek) jsou satanské a že jezídové nejsou „lidé knihy“. Svým tvrzením, že jezídové přece nemají v základech své víry posvátnou knihu (jako ostatní uznávaná náboženství, kupříkladu Bibli nebo Korán), ospravedlňují jejich masakr. Jezídy nepovažují téměř za lidi. Muslimové vyvraždili během 700 let až na 23 miliónů jezídů, čímž je dostali na pokraj existence. Prapůvod tohoto sporu je s největší pravděpodobností ve shodnosti chování anděla „Melek Ta'use“, a anděla Satana v Koránu.
V roce 2007 se vztahy mezi jezídy a muslimy vyostřily, když byla ve městě Bašika nedaleko Mosulu ukamenována sedmnáctiletá dívka Du'a Khalil Aswad za to, že konvertovala k islámu, aby si mohla vzít muslima. V odplatě za to muslimové přepadli autobus v Mosulu, donutili muslimy a křesťany vystoupit a zbylých 23 jezídských pasažérů postříleli. O několik měsíců později muslimští sebevražední atentátníci najeli cisternami plnými benzínu do budov ve dvou jezídských městech, zabili 796 a zranili 1562 lidí.
V roce 2014 při tažení Islámského státu mnoho uprchlíků z řad jezídů zemřelo v horách v okolí Sindžáru na severu Iráku. Spojené státy podnikly letecké útoky a poslaly 130 vojáků na jejich ochranu. Navzdory tomu islamisté zavraždili přes 5000 mužů a chlapců a více než 5000 žen a dívek bylo odvlečeno do zajetí, kde skončily často jako sexuální otrokyně.

## Dnešní rozmístění

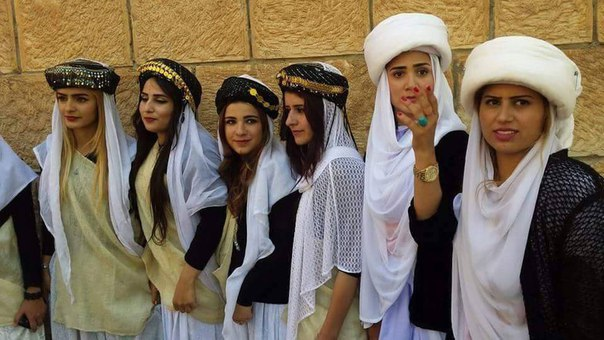
Jezídské ženy v Iráku

Některé zdroje uvádějí, že příslušníků této náboženské skupiny je kolem 800 tisíc (součet odhadů v jednotlivých státech zde v tabulce vpravo nahoře je 908 000). Největší skupina jezídů žije v severním Iráku poblíž Mosulu, odkud část v roce 2014 uprchla před islamisty do Sýrie. Menší komunity se nacházejí také v Sýrii, Turecku, Gruzii a v Arménii.